# Cuautlancingo
Cuautlancingo è una municipalità dello stato di Puebla, nel Messico centrale, il cui capoluogo è la località di San Juan Cuautlancingo.
Conta 79.153 abitanti (2010) e ha una estensione di 38,17 km². 	 	
Il significato del nome della località in lingua nahuatl è aquila che si posa per bere acqua.